# قومباشی
قومباشی (به لاتین: Qumbaşı) 
(به تالشی: Hušəsə) یک منطقه مسکونی در جمهوری آذربایجان است که در شهرستان لنکران واقع شده‌است. قومباشی ۱۲۸۸ نفر جمعیت دارد.

## ریشه واژه
ابن روستا در کرانه رودخانه آخماز-مرداب قرار گرفته است که از راه تنگه‌ای باریک به دریا متصل می‌شود. منطقه‌ای که روستای قومباشی در آن واقع شده است از یک تپه شنی مرتفع در نزدیکی دریا تشکیل شده است و ترجمه نام آن در زبان آذری و تالشی نیز به همین معناست.